# Mohammad Ibrahim Gharzai
Mohammad Ibrahim Gharzai (dari : محمد ابراهيم غرزی), né à Kaboul dans le Royaume d'Afghanistan, est un joueur de football international afghan qui évoluait au poste de défenseur.

## Biographie

### Carrière en sélection
Avec l'équipe d'Afghanistan, il participe aux Jeux olympiques de 1948. Lors du tournoi olympique organisé à Londres, il joue un match contre le Luxembourg (défaite 6-0).